# Родна кућа војводе Живојина Мишића
Родна кућа војводе Живојина Мишића, једног од најзначајнијих војних заповедника Српске војске у Првом светском рату, налази се у мионичком селу Струганик. Због своје историјске вредности представља непокретно културно добро као споменик културе од великог значаја.

## Војвода Живојин Мишић
Живојин Мишић (19. јул 1855 – 20. јануар 1921) је рођен у Струганику од оца Радована и мајке Анђелије (девојачко Дамјановић из Коштунића). Имали су тринаесторо деце (само две девојчице) а Живојин је био тринаесто дете. Гимназију је завршио у Крагујевцу (два од шест разреда у Првој београдској), а 1874. године је примљен у Војну академију. Завршио је и стрељачку школу у Аустроугарској. Током своје богате војне каријере био је и врло успешан професор на Војној академији за предмет Стратегија. Учествовао је у свим ратовима које је Србија водила у периоду од 1876. до 1918. године.

## Изглед куће
У обновљеној окућници Мишића у којој се родио и провео детињство прослављени војсковођа доминира пространа задружна зграда за становање која припада класичној динарској полубрвнари, окружена свим потребним економским зградама.
Пространој згради у којој је провео детињство враћен је првобитни изглед и обезбеђена трајност. Кућа припада класичном динарском типу, у сутерену је подрум, већим делом је зидана у чатми, а мањим брвнима, покривена је ћерамидом. Кућа запрема 150 m² док подрумска површина износи 50 m².
Кућа војводе Живојина Мишића је данас меморијални комплекс чија се поставка састоји из два дела, историјског и етнолошког. У оквиру музеја је тематска поставка која приказује Живојина Мишића у контексту историјских збивања крајем 19. и почетком 20. века, с акцентом на оне догађаје у којима је војвода одиграо значајну улогу и због чега се његово дело проучава на војним академијама у свету.
У кући војводе Мишића хронолошки су приказани његово порекло, детињство и школовање, историјат породице Мишић, његова војна каријера у балканским ратовима за независност, Први светски рат - са посебним освртом на Колубарску битку - затим његова болест, последњи дани и најзад признање и допринос војној науци.
Сталне поставке у комплексу Мишићеве куће је јуна 1987. године реализовао Народни музеј Ваљево.

## Галерија
- Унутрашњост
- Огњиште
- Музејска поставка